# Niambia atracheata
Niambia atracheata är en kräftdjursart som först beskrevs av Helmut Schmalfuss och Franco Ferrara 1978.  Niambia atracheata ingår i släktet Niambia och familjen myrbogråsuggor. Inga underarter finns listade i Catalogue of Life.